# Kurt Stordel
Kurt Stordel (* 30. Juli 1901 in Chebzie, Schlesien; † 19. November 1993 in Hamburg) war ein deutscher Zeichner von Zeichentrickfilmen, Maler und Karikaturist sowie Buchillustrator. Stordel zählt zu den ersten Wegbereitern des deutschen Märchen-Trickfilms und erweckte „kurze Zeit die Hoffnung auf einen deutschen Disney“.

## Leben und Wirken
Es ist anzunehmen, dass Stordel an der Kunsthochschule Hamburg studierte. Details über sein weiteres Wirken wurden erst durch Recherchen zu dem Verhältnis von Walt Disney und Deutschland zwischen 1927 und 1945 bekannt.
Stordel wurde 1926 durch Felix the Cat auf den Trickfilm aufmerksam. Obwohl ohne Vorerfahrung, nahm er den Auftrag einer Hamburger Werbeagentur für einen Hunde-Cartoon in einer dänischen Zeitung an. Die Gründung seines eigenen Animations-Studios führte zunächst aufgrund der Weltwirtschaftskrise nicht zum gewünschten Erfolg, weshalb er sich mit Werbeaufträgen über Wasser halten musste. Ab 1933 erhielt er kleinere Aufträge der UFA-Werbefilm und beantragte am 8. September 1934 die Mitgliedschaft in der Reichsfachschaft Film.
Mitte der 1930er Jahre gründete Stordel ein Studio für Dokumentations-, Werbe- und Animationsfilme im Hamburger Klockmannhaus. In dieser Zeit entwickelte er gemeinsam mit seiner Frau die Idee des auf den populären Märchen der Brüder Grimm beruhenden Deutschen Märchenkranzes mit dem ersten Film Graf Habenichts. Weitere Reihen-Titel in Schwarz-Weiß folgten und Stordel verlegte das Studio mit Frau Elli und Sohn Peter nach Berlin-Charlottenburg.
Stordel entwarf währenddessen die Figur des Zwergs Purzel. Hierbei erfolgte die Abkehr von den originären Märchenvorlagen. Die Figuren Purzel, Brumm und Quack wurden dabei am 30. April 1939 durch den Völkischen Beobachter rezensiert. Dabei wurde insbesondere die Hoffnung geweckt, dass es Stordel gelingen könne, „die bestehende Autokratie Walt Disneys im deutschen Märchenwald zu durchbrechen“. Stordel selbst legte dabei dar, dass er kein zweiter Walt Disney sein wolle. Die Terra Film gab einen zweiten Purzel-Zeichentrickfilm (Purzel, der Zwerg, und der Riese vom Berg) in Auftrag. Die Abkehr von den Märchenvorlagen wird einerseits als der künstlerische Durchbruch Stordels beschrieben. Allerdings folgte damit auch der Bruch mit NS-Ideologen um die Bedeutung des Märchens. Daher zählen Stordels Arbeiten, neben einigen anderen, zu den wenigen deutschen Zeichentrick-Märchenfilmen zwischen 1933 und 1945.
Nach einem Brief Stordels an Hans Hinkel, der ihn an Fritz Hippler verwies, wurde Stordel auf die Gründung eines UFA-Animationsstudios aufmerksam, bei dem er im Juli 1940 einen Vertrag unterzeichnete. Im Folgenden leitete Stordel das Animationsprojekt Pitsch macht Hochzeit / Quick macht Hochzeit unter Horst Kerutt. Dieses wurde allerdings nach gut einem Jahr im Juli 1941 zugunsten eines Langfilm-Projekts von Hans Fischerkoesen gestoppt.
Nach dem UFA-Projekt war Stordel nicht mehr in der Lage, als Buchillustrator und Werbefilmer zu arbeiten. Stordel meldete sich daher, schwer trinkend und aus Furcht, eingezogen zu werden, am 29. Juli 1940 zum Nationalsozialistischen Kraftfahrkorps. Nachdem er als Gefreiter an die Front geschickt worden war, kehrte er am 1. Juli 1943 aus gesundheitlichen Gründen nach Berlin zurück und arbeitete für Schongerfilm, Jugendfilm-Verleih Berlin und Roland-Film. Anfang 1945 floh Stordel mit Familie nach Brandenburg, wo er nach dem Einmarsch der Roten Armee rote Banner gegen zusätzliche Essensrationen entwarf.
Stordel arbeitete in den 1960er Jahren weiter an Produktionen für Kinderfilme im deutschen Fernsehen. Weiterhin arbeitete er an Dokumentar- und Kulturfilmen, von denen der 1950 erschienene Film Hansestadt Hamburg das Filmprädikat „besonders wertvoll“ erlangte.

### Filmografie
| Jahr      | Titel                                    | Tätigkeit                          |
| --------- | ---------------------------------------- | ---------------------------------- |
| 1930      | Die Bremer Stadtmusikanten               | Regie                              |
| 1935/36   | Graf Habenichts                          | Regie, Produzent                   |
| 1936      | Dornröschen                              | Regie                              |
| 1938/39   | Ein Märchen                              | Regie, Drehbuch                    |
| 1939      | Purzel, der Zwerg und der Riese vom Berg | Produzent                          |
| 1942      | Krach im Päckchen                        | Regie                              |
| 1943      | Hänsel und Gretel                        | Regie                              |
| 1943      | Die Wasser-Wehr                          | Animation                          |
| 1948      | Rotkäppchen                              | Regie                              |
| 1949–1951 | Zirkus Humsti Bumsti                     | Regie                              |
| 1949/50   | Hansestadt Hamburg                       | Regie                              |
| 1950      | Sie bewegt uns alle                      | Animation                          |
| 1950/51   | Im dreizehnten Stock                     | Regie                              |
| 1956      | Panto zeigt uns seinen Trick             | Regie, Drehbuch                    |
| 1956      | Eine Hochhausstadt                       | Regie                              |
| 1957      | Versuchung                               | Regie                              |
| 1957      | Haus der Sammlung                        | Regie, Drehbuch                    |
| 1959      | Laterna Magica Hamburgensis              | Regie                              |
| 1959      | Hänschen klein                           | Regie                              |
| 1961      | Der Preis der Freiheit                   | Regie, Produzent                   |
| 1961/62   | Das neue Haus                            | Regie                              |
| 1962      | Der Zauberstift                          | Regie                              |
| 1962/63   | Hänschens wundersame Reise               | Regie, Drehbuch, Kamera, Animation |
| 1964      | Willkommen im Hamburger Hafen            | Regie, Drehbuch, Kamera, Animation |
| 1965      | ’nen Job?                                | Regie, Kamera                      |
| 1970      | Chung-Kuo                                | Regie                              |
| 19??      | Eine abenteuerliche Reise                | Animation                          |
| 19??      | Miteinander geht es besser – Konsum      | Regie                              |